# La Salvetat-sur-Agout
La Salvetat-sur-Agout is een gemeente in het Franse departement Hérault (regio Occitanie). De plaats maakt deel uit van het arrondissement Béziers. La Salvetat-sur-Agout telde op 1 januari 2022 1.115 inwoners.

## Geografie
De oppervlakte van La Salvetat-sur-Agout bedroeg op 1 januari 2022 87,55 vierkante kilometer; de bevolkingsdichtheid was toen 12,7 inwoners per km².

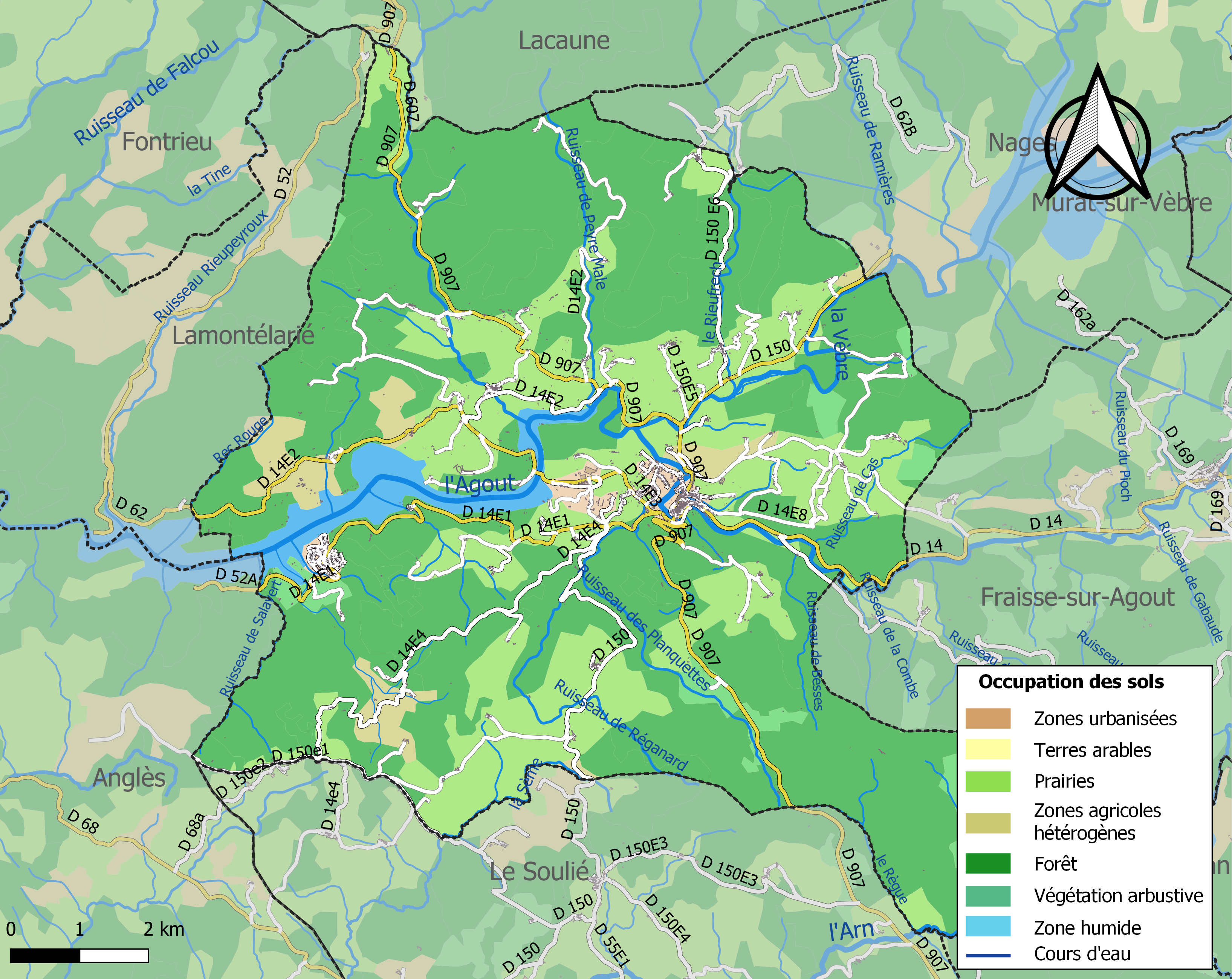
Kaart van de gemeente met belangrijkste infrastructuur, bodemgebruik en omliggende gemeenten

## Demografie
Onderstaande figuur toont het verloop van het inwonertal (bron: INSEE-tellingen).